# Ilmenjoki
Ilmenjoki (russisk: Ильменйоки, finsk: Ilmeenjoki) er en flod i Finland og Rusland og er en af bifloderne til Vuoksen fra venstre. Floden er 45 kilometer lang. 
Ilmenjoki løber ud fra en lille sø i Finland nær grænsen til Rusland. Floden løber syd på og danner så grænsen mellem Karelen og Leningrad oblast. Floden løber blandt andet gennem byen Prototsjnoje.
61°04′33″N 29°52′39″Ø / 61.075833°N 29.8775°Ø